# Collectief-anarchisme
Het collectief-anarchisme is een anarchistische toekomstvisie die uitgewerkt is door Michael Bakoenin. Anarchisme verwijst naar anarchie, dat letterlijk in het Grieks betekent “zonder heerser” of “zonder heerschappij”. Het anarchisme verwerpt iedere vorm van overheersing en exploitatie door de staat of door economische machthebbers.
Het collectief-anarchisme verwerpt zowel de Staat als het kapitalisme. Met kapitalisme wordt hier bedoeld het economische systeem dat gebaseerd is op privé-eigendom van de productiemiddelen en loonarbeid. Privé-eigendom van de productiemiddelen is volgens het collectief-anarchisme alleen rechtvaardig als de eigenaar geen andere mensen in loondienst of slavernij heeft.
Vroeger werd collectief-anarchisme ook wel anarcho-collectivisme genoemd, maar door de opkomst van het dictatoriale communisme en het fascisme werd “collectivisme” de overkoepelende term van deze twee totalitaire stromingen die veel macht aan de staat wilde geven, waar het collectief-anarchisme niets mee te maken had.

## Economische associatie
Het land en de natuurlijke bronnen zijn het collectieve bezit van de gehele mensheid. Iedereen mag nemen wat hij wil, met als enige eis dat ze dit door eigen arbeid verkrijgen. Diegene die arbeid uitoefent op een akker, mag daarvan de vruchten nemen. Als hij stopt met arbeid leveren op de grond dan mag iemand anders er arbeid op uitoefenen en daarvan de vruchten nemen. Iedere mens heeft het recht op de verdiensten van zijn eigen arbeid en de resultaten van zijn samenwerkingen. Iedereen mag samenwerken met wie hij wil en kan altijd het samenwerkingsverband verlaten.
Mensen die samenwerken op dezelfde grond of met dezelfde productiemiddelen vormen een economische associatie. De associaties worden bestuurd door haar eigen leden via algemene vergaderingen. Alle functionarissen, woordvoerders en afgevaardigden worden gekozen en kunnen te allen tijde afgezet worden door de leden.
De verdeling van de vruchten van de collectieve arbeid zal door de associatie zelf bepaald worden. Meeste aanhangers vonden dat de individuele inkomsten werd bepaald door de hoeveelheid arbeidsuren die de persoon geleverd heeft. Hiermee verschilt het collectief-anarchisme met het anarchocommunisme. Het anarcho-communisme wil dat iedereen “werkt naar vermogen en neemt/krijgt naar behoefte.” Ook bestaat in het anarcho-communisme de scheidingen tussen de verschillende associaties niet meer, maar zijn de productiemiddelen en de consumptiemiddelen van iedereen.

## Commune
De openbare ruimte zal door de inwoners van buurten, wijken en dorpen bestuurd worden. De bewoners van de commune nemen beslissingen via openbare volksvergaderingen. Alle beambten en functionarissen van de commune worden gekozen en zijn te allen tijde afzetbaar. De gehandicapte personen, zieken en gepensioneerden krijgen van de commune hun bestaansmiddelen. De commune verzorgt of coördineert de pensioenen en de gezondheidszorg.
Als een lid van een associatie, commune de afspraken niet opvolgt, mogen anderen sancties aan hem opleggen. Echter, hij kan zijn straf ontlopen door zijn lidmaatschap van de economische associatie of commune op te zeggen, waarmee hij alle voordelen van de associatie of commune verliest. Dit geldt niet bij moord en dergelijke, want dat is een schending van de vrijheid van een ander.

## Federalisme
De associaties en communes kunnen gaan federaliseren. Het anarchistisch federalisme houdt in dat deze decentrale verenigingen een netwerk van onder naar boven vormen. De associaties kunnen zich federaliseren tot productieketens of andere samenwerkingsverbanden. Wijken zullen zich federeren tot steden die samen met andere steden en dorpen kunnen toetreden tot regionale federaties. Alle afgevaardigden in de federatieraden zijn gekozen en zijn te allen tijde afzetbaar en begrensd door een tijdelijk en gebonden mandaat. Bij het collectief-anarchisme kan iedere associatie en commune te allen tijde de federatie verlaten. De praktijk moet zelf uitwijzen hoe en hoever de federalisering gaat.

## Voorbeelden
Het collectief-anarchisme heeft in een aantal situaties bestaan, namelijk:
- De Commune van Parijs (1871)
- De Vrije Zone van Oekraïne (1918-1921)
- In de republikeinse zone tijdens de Spaanse Revolutie (1936-1939)
- Deels in de gebieden geassocieerd met het Zapatistisch Nationaal Bevrijdingsleger in Chiapas, Mexico (1994-heden)
- Deels in Rojava (2014-heden)

## Trivia
Een bakoenist is een aanhanger van de collectief-anarchistische toekomstvisie, maar niet iedere aanhanger van het collectief-anarchisme is een bakoenist. Een bakoenist is aanhanger van zowel Bakoenins toekomstvisie als van de tactiektheorie van Bakoenin. Tegenwoordig zijn er geen of weinig bakoenisten meer.

## Bron
Michael Bakoenin: Revolutionary Catechism
- (niet te verwarren met de catechisme van de revolutionair van Sergej Netchajev)